# Кем (місто)
Кем (фін. Kemi, карел. Kemi, рос. Кемь) — місто в Республіці Карелія Російської Федерації, адміністративний центр Кемського району. Розташовано на річці Кем, біля її гирла, за 434 км від Петрозаводська. Утворено наказом імператриці Катерини II від 16 травня 1785 року. У Кемі є музей поморської культури, 3 архітектурні пам'ятки, 30 архітектурно-історичних об'єктів республіканського значення.

## Історія
Кем уперше згадується як домен новгородського посадника Марфи Борецької в 1450 році, коли вона пожертвувала його Соловецькому монастирю (розташованому у Білому морі за декілька десятків кілометрів від берега).
Статус міста надано Кемі у 1785 році.
10 квітня 1918 року місто захопили фінські війська під час Двінської експедиції у спробі приєднати Білу Карелію до Фінляндії.
В 1926—1939 роках з Кемі відправлялися баржі до Соловецьких островів — перевозили політичних в'язнів. Під час «холодної війни» у місті було летовище «Подужем'є», ключове летовище перехоплювачів у Карелії.

## Клімат
Місто має субарктичний клімат перехідний до морського (Класифікація кліматів Кеппена: Dfc)— м'якше літо з середньою температурою на три місяці вище 10 °C
| Клімат Кем              | Клімат Кем | Клімат Кем | Клімат Кем | Клімат Кем | Клімат Кем | Клімат Кем | Клімат Кем | Клімат Кем | Клімат Кем | Клімат Кем | Клімат Кем | Клімат Кем | Клімат Кем |
| Показник                | Січ.       | Лют.       | Бер.       | Квіт.      | Трав.      | Черв.      | Лип.       | Серп.      | Вер.       | Жовт.      | Лист.      | Груд.      | Рік        |
| Абсолютний максимум, °C | 8,7        | 6,5        | 12,0       | 19,6       | 29,2       | 31,1       | 32,6       | 31,8       | 25,6       | 16,6       | 11,4       | 6,9        | 32,6       |
| Середній максимум, °C   | −6,9       | −6,4       | −1,6       | 3,4        | 9,1        | 14,9       | 18,5       | 16,3       | 11,8       | 5,4        | −0,8       | −4,4       | 4,9        |
| Середня температура, °C | −10,3      | −9,9       | −5,3       | −0,3       | 5,1        | 10,9       | 14,5       | 13,0       | 8,7        | 3,1        | −3,3       | −7,6       | 1,6        |
| Середній мінімум, °C    | −14,1      | −13,5      | −9,1       | −4,1       | 1,7        | 7,1        | 11,2       | 9,8        | 5,9        | 0,7        | −5,9       | −10,9      | −1,8       |
| Абсолютний мінімум, °C  | −40,3      | −35,1      | −32,5      | −25,8      | −12,2      | −2,6       | 2,0        | 0,6        | −4,1       | −17        | −26,3      | −34,2      | −40,3      |
| Норма опадів, мм        | 26         | 19         | 23         | 26         | 48         | 56         | 59         | 63         | 54         | 52         | 41         | 31         | 498        |
| ----------------------- | ---------- | ---------- | ---------- | ---------- | ---------- | ---------- | ---------- | ---------- | ---------- | ---------- | ---------- | ---------- | ---------- |

## Народились
- Коробов В'ячеслав Миколайович — український біохімік, учений і педагог.
- Сергій Олександрович Соловйов (1944—2021) — радянський і російський кінорежисер, сценарист, кінопродюсер, педагог.

## Галерея

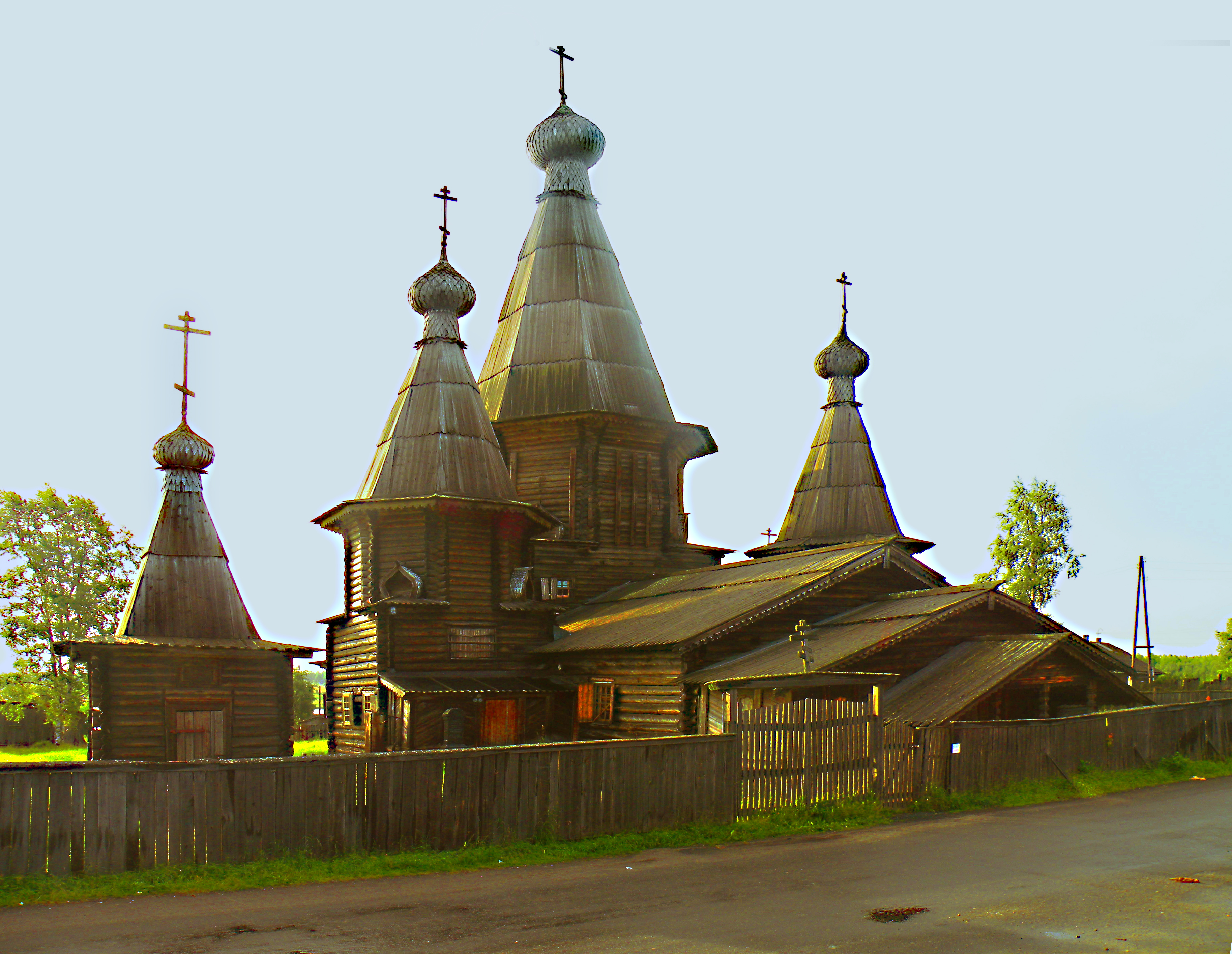
Успенський собор
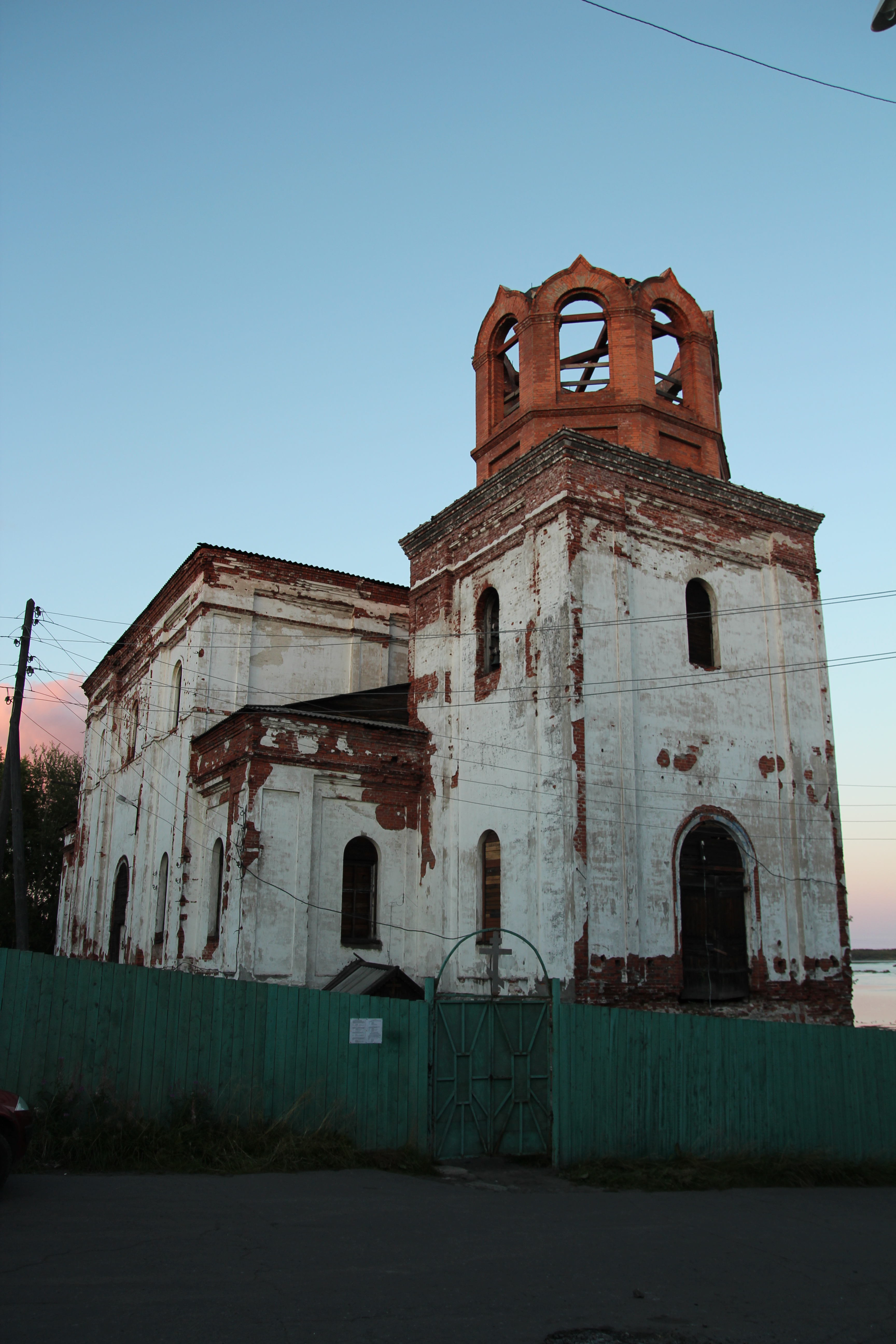
Благовіщенський собор
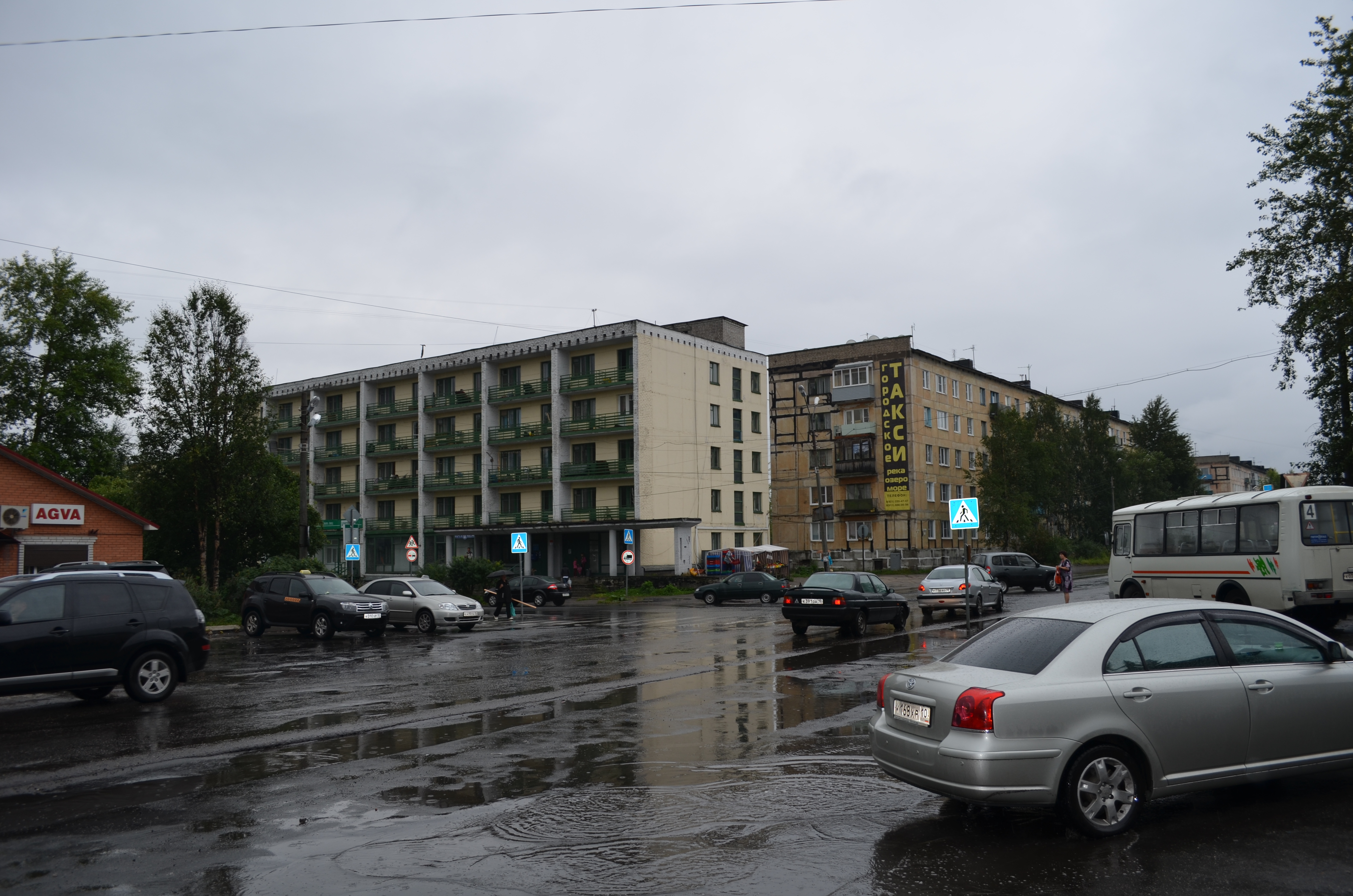
Будівлі в місті
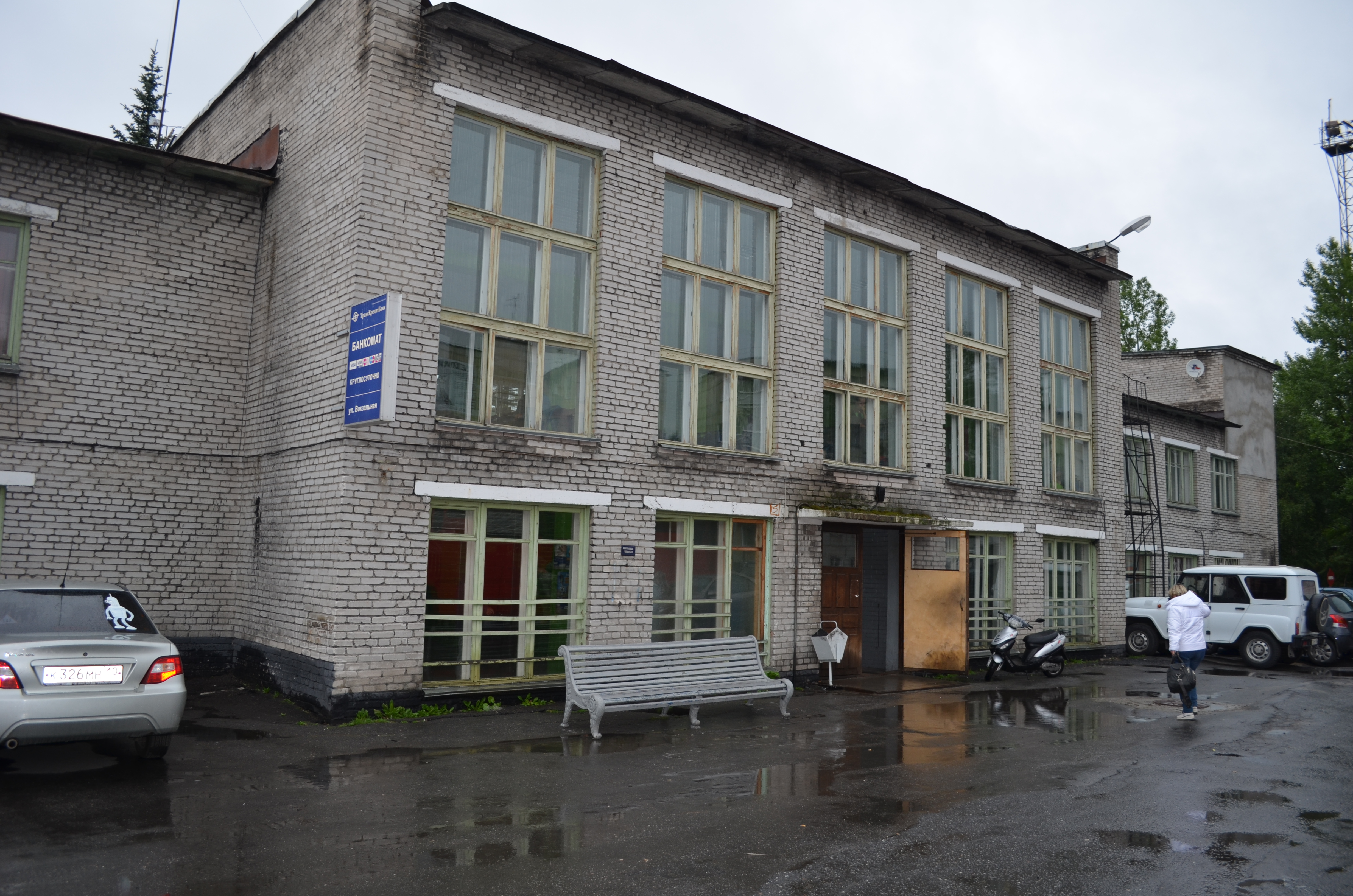
Автовокзал
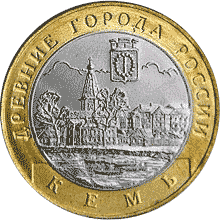
Ювілейна монета 10 рублів